# Tim Miller (Regisseur)

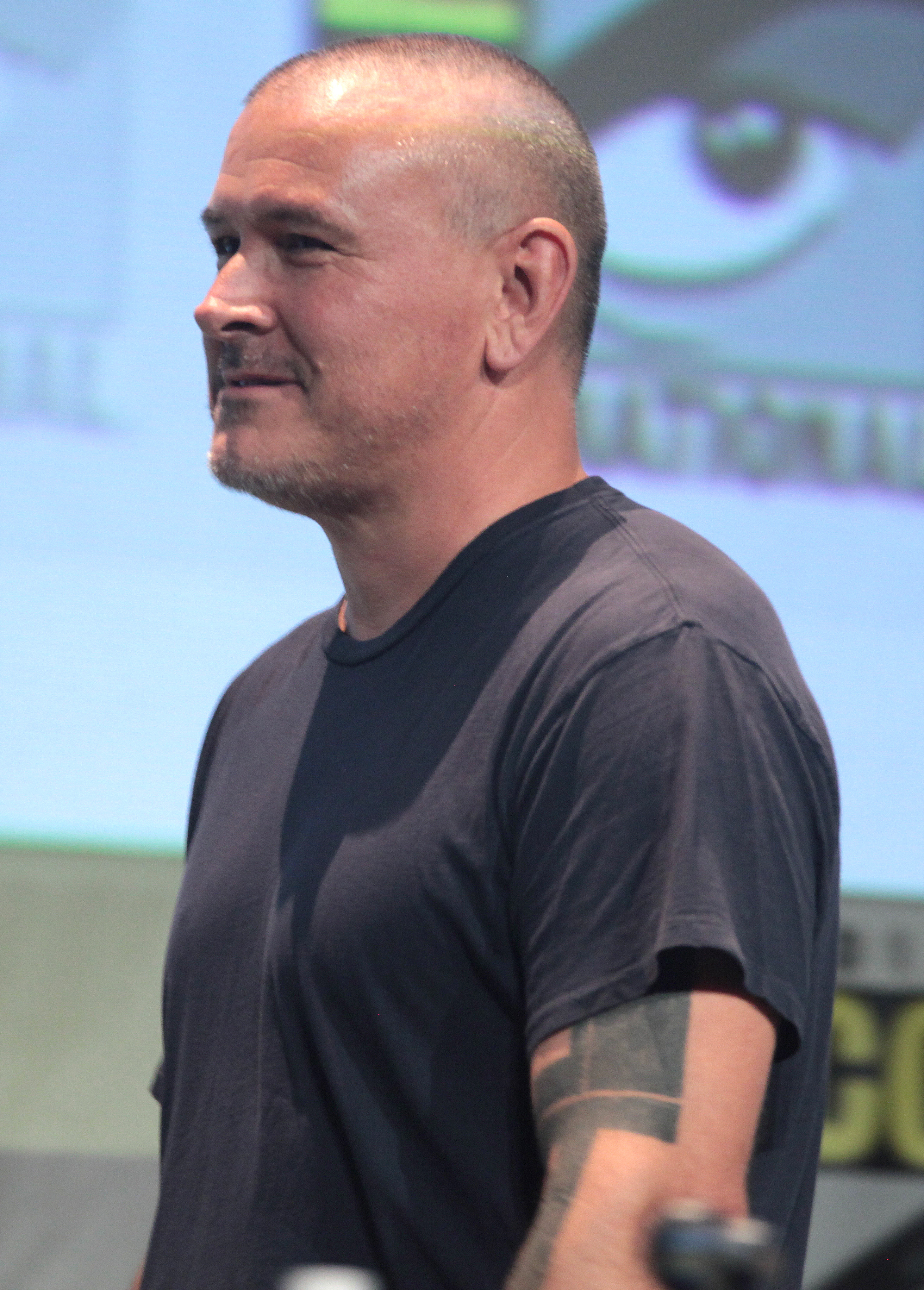
Tim Miller 2015

Tim Miller (* 1965 oder 1966) ist ein US-amerikanischer Animator und Filmregisseur.

## Leben
Miller studierte an der Virginia Commonwealth University und begann seine Karriere im Animationsfilmbereich zunächst als Compositor und 3D-Designer, bevor er bei Sony Pictures Imageworks als Charakterdesigner zu arbeiten begann. Im Jahr 1995 gründete er mit David Stinnet das auf Computeranimation spezialisierte Animationsstudio Blur Studio, als dessen CEO und Kreativer Leiter er fungiert.
Miller ist in verschiedenen Animationsbereichen, darunter Kurz- und Langfilmen, Filmtrailern, Werbespots sowie Computerspielen, tätig. Für den von Blur produzierten Kurzanimationsfilm Gopher Broke wurde er 2005 für einen Oscar in der Kategorie Bester animierter Kurzfilm nominiert. Bei Computerspielen wie Hellgate: London (2007), Mass Effect 2 (2010) und Star Wars: The Old Republic (2011) war Miller für die visuellen Spezialeffekte zuständig. Bei den Kurzfilmen Aunt Luisa (2002) und Rockfish (2003) führte er Regie und schuf die Titelsequenz des 2011 erschienenen Spielfilms Verblendung. Sein erster Langfilm als Regisseur wurde 2016 Deadpool, der auf der für Marvel Comics geschaffenen Comicfigur Deadpool basiert.

## Filmografie (Auswahl)
- 1995: Hideaway – Das Böse (Hideaway)
- 2001: Soulkeeper
- 2004: In the Rough
- 2004: Gopher Broke
- 2006: A Gentlemen’s Duel
- 2010: Scott Pilgrim gegen den Rest der Welt (Scott Pilgrim vs. the World)
- 2011: Verblendung (The Girl With the Dragon Tattoo)
- 2013: Thor – The Dark Kingdom (Thor: The Dark World)

Als Regisseur
- 2002: Aunt Luisa (Kurzfilm)
- 2003: Rockfish (Kurzfilm)
- 2016: Deadpool
- 2019: Love, Death & Robots (Fernsehserie)
- 2019: Terminator: Dark Fate
- 2024: Secret Level (Fernsehserie)

## Auszeichnungen (Auswahl)
- 2005: Oscarnominierung, Bester animierter Kurzfilm, für Gopher Broke
- 2010: Nominierung VES Award für herausragende Effekte in einem Videospieltrailer, Visual Effects Society Awards, für Mass Effect 2
- 2011: Nominierung VES Award für herausragende Effekte in einem Videospieltrailer, Visual Effects Society Awards, für Star Wars: The Old Republic